# 格拉提安

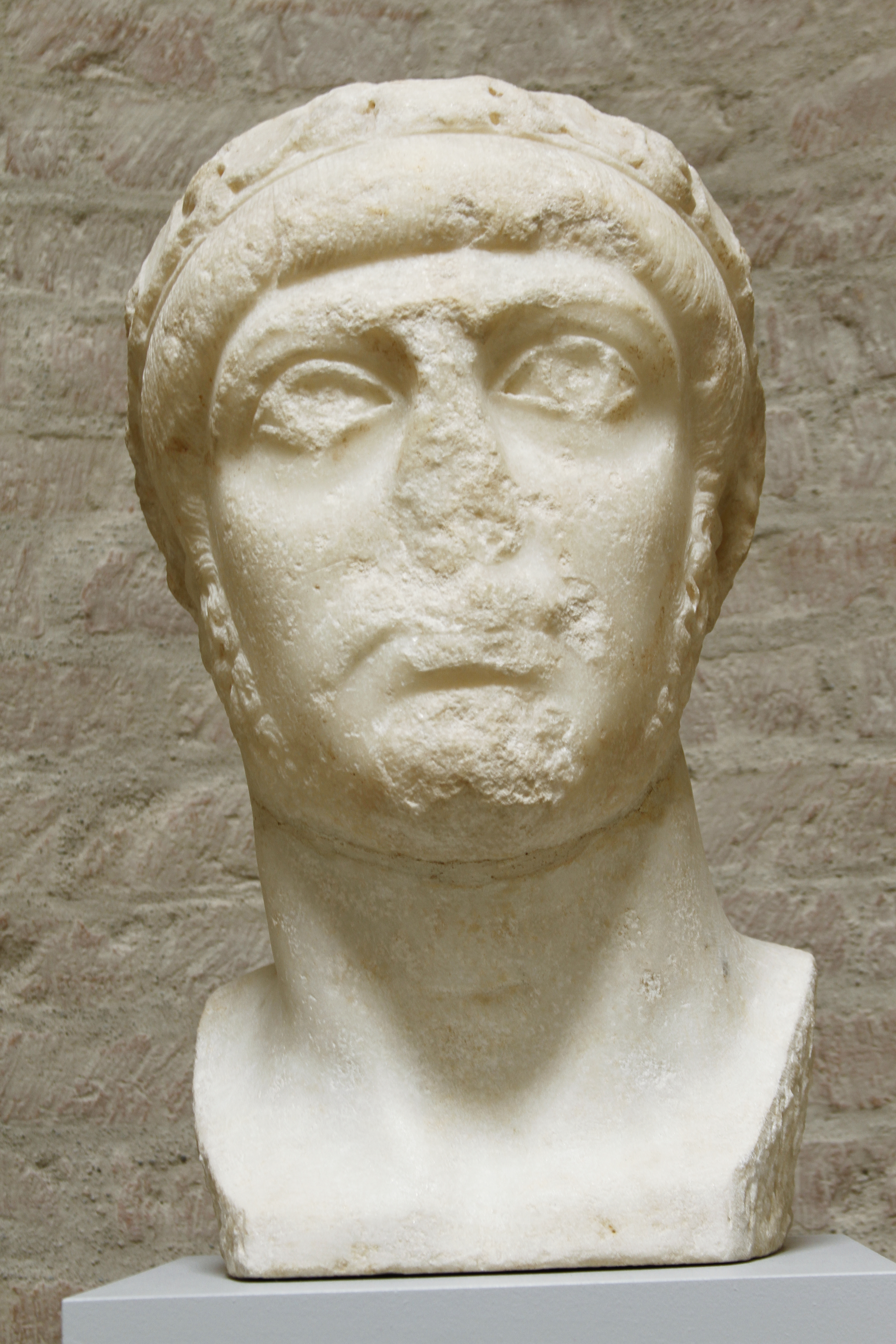
格拉提安胸像

格拉提安（Flavius Gratianus，359年4月18日—383年8月25日），罗马帝国西部的皇帝，375年至383年在位。史學家愛德華·吉朋評為英勇、寬厚的皇帝。

## 生平
格拉提安是西羅馬帝國的皇帝瓦倫提尼安一世的長子，375年，在同迪人的戰爭中，瓦倫提尼安一世暴病身亡，於是格拉提安在高盧即位，年僅17歲，同時，也有軍隊支持格拉提安的同父異母弟弟瓦倫提尼安二世（當時年僅4歲）即位，不過格拉提安答應與瓦倫提尼安二世分享帝國，將義大利、北非和伊利里亞西部交给瓦倫提尼安二世统治，自己保留了高盧、西班牙和不列顛。

### 哥特战争
377年，羅馬帝國爆發了哥特人的大規模動亂，格拉提安准备去援助東部，但是高盧發生了阿勒曼尼人的入侵，格拉提安雖然成功地打敗了阿勒曼尼人，但卻因此延誤了援助東部的時間。378年，東部的羅馬軍隊在阿德里安堡戰役中遭到慘敗，皇帝瓦倫斯身亡。格拉提安火速趕赴救援，為了能夠平定哥特人之亂，他册立极具將才的狄奥多西一世為東部的羅馬皇帝。後來的事件證明了他的正確選擇。此後，格拉提安返回西部，將東部帝國交由狄奥多西一世统治。
383年不列颠的將領马格努斯·马格西穆斯反叛，並且率軍侵入高盧，當時居住在巴黎的格拉提安逃往里昂，被馬克西穆斯手下的將領捕殺。

## 后事
388年，狄奥多西一世打敗並處死馬克西穆斯，為格拉提安報了仇。

## 帝國和基督教
格拉提安的統治在教會歷史上是重要的時期，因為他將尼西亞的信徒都寬容的囊括在基督教裡，使基督教國教更加龐大。 
格拉提安也發佈了所有基督教的條例，希望信奉羅馬和亞歷山大（即尼西亚信经）的主教信仰的基督教。此舉主要是因為當時已經有很多的異教出現。
例如阿里乌教派，儘管規模較小而持不同的信仰見解也被禁止。
格拉提安，他的首席顧問米蘭總主教聖安博的影響下，採取積極措施來抑制異教崇拜。 這宣告結束了一段廣泛容忍異教之風的時期，基督教對於異教寬容自朱利安 已經存在。“ 在敵對陣營之間的長期停火協議 ”，歷史學家塞繆爾·迪爾寫到：“ 異教徒，懷疑論者，即使是正規不冷不熱的基督徒，可能已經走到夢想的一個相互寬容這將使不受干擾古老的形式，但這樣的人，生活在文學和古文物的幻想世界，知道小新的基督教運動的內在力量。”
在382年，格拉提安剝奪異教徒祭司與維斯塔貞女的特權，禁止將遺產給他們，並取消屬於雷亞懷並給教宗其他特權。 他沒收異教徒祭司的院校，也讓這些異教徒在個人財產上失去所有的特權和豁免權。 格拉提安宣布所有的異教徒寺廟和神社的是由政府，他們的收入直接到進到國庫，充當公款。
他拆在羅馬參眾兩院的勝利祭壇並沒收其收入，儘管元老院的異教成員大肆反對，他仍然徹底執行。
異教徒參議員回應發送呼籲格拉提安，提醒他，他仍然是大祭司 ，而這是他的責任，看到祖先的異教儀式的正確無誤。他們呼籲格拉提安恢復勝利的祭壇和維斯塔貞女和祭司高校的權利和特權。格拉提安，在安布羅斯的催促下，還是沒有答應異教徒元老。此外，他還放棄辦公室的最高祭司徽章。